# 2-я Кабельная улица
Втора́я Ка́бельная у́лица (название 9 марта 1928 года) — улица в Юго-Восточном административном округе города Москвы на территории района Лефортово.

## Описание
Улица проходит параллельно остальным Кабельным улицам от 1-го Кабельного проезда до сквера у платформы Авиамоторная. Пересекается 2-м Кабельным проездом и Авиамоторной улицей. На участке между 1-м и 2-м Кабельными проездами проходит по территории завода Москабель. Нумерация домов — от 1-го Кабельного проезда.

## История
Улица была сформирована при перестройке рабочего посёлка Дангауэровка в конце 1920-х годов. В 1928—1932 гг. на месте старых деревянных домов Дангауэровской слободы был построен «соцгородок». Архитекторы: Вегнер А.П., Мотылёв М.И., Молоков Н.М., Звездин И.А., Шервинский Е.В., Фёдоров А.Н., Буров И.Г., Блохин Б.Н., Савельев Л.И., Виссинг М.Г. Архитекторы: Вегнер А.П., Мотылев М.И., Молоков Н.М., Звездин И.А., Шервинский Е.В., Федоров А.Н., Буров И.Г., Блохин Б.Н., Савельев Л.И., Виссинг М.Г. Инженеры: Кардо-Сысоев В.Н., Смирнов П. Первым домом новой Дангауэровки стал дом на углу улиц 2-я Кабельная, Авиамоторная и Пруд-Ключики (д. 49/1 по Авиамоторной улице).

## Происхождение названия
Улица названа 9 марта 1928 году вместе с 1-й Кабельной улицей, 1-м и 2-м Кабельными проездами по находящемуся на ней кабельному заводу Москабель.

## Здания и сооружения
По нечётной стороне:
- 15, 17 — Жилые дома

По чётной стороне:
- 2 — Территория завода «Москабель»
- 4 — Жилой дом, надстроенная пятиэтажная «сталинка»
- 6 — Панельная многоэтажка
- 10 — Жилой дом посёлка Дангауэровка[4]
- 12/22 — Жилой дом посёлка Дангауэровка, 1930 г., арх. Н. Молоков[4]

## Транспорт
- Ближайшие станции метро —  Авиамоторная и  Авиамоторная.
- Железнодорожная платформа Авиамоторная Казанского направления МЖД.
- По улице проходят автобусы м6, 759, 805, 859.

Улица имеет одностороннее движение, все маршруты общественного транспорта идут от Авиамоторной улицы до 2-го Кабельного проезда.